# Richie Edwards
Richie Edwards, född 25 september 1974 i Lichfield i England, är en engelsk sångare, gitarrist och låtskrivare. Han var tidigare basist i The Darkness, men när sångaren Justin Hawkins hoppade av bandet bildade han Stone Gods med de kvarvarande medlemmarna.

## Biografi
Richie Edwards var tidigare gitarrtekniker åt Dan Hawkins i The Darkness. När The Darkness basist Frankie Poullain i juni 2005 hoppade av bandet tog Edwards över hans plats. Sejouren med The Darkness blev dock inte långvarig. Sångaren Justin Hawkins hoppade av bandet i oktober 2006. I slutet av 2006 bestämde de kvarvarande medlemmarna sig för att fortsätta, dock med ett nytt band. Stone Gods blev det nya namnet och Edwards var då sångare och gitarrist.

## Diskografi

### The Darkness
- 2005 – One Way Ticket to Hell ...and Back

### Stone Gods
- 2008 – Silver Spoons & Broken Bones